# Leptotyphlops joshuai
Leptotyphlops joshuai är en kräldjursart som beskrevs av  Dunn 1944. Leptotyphlops joshuai ingår i släktet Leptotyphlops och familjen Leptotyphlopidae. Inga underarter finns listade i Catalogue of Life.